# Kalle Stropp och Grodan Boll räddar Hönan
Kalle Stropp och Grodan Boll räddar Hönan é um curta animado dirigido por Jan Gissberg sobre dois personagens epônimos criados por Thomas Funck. Funck também dubla todas as vozes. O filme foi lançado nos cinemas da Suécia em 12 dezembro de 1987.

## Elenco
- Thomas Funck